# Pedro Barreto de Resende

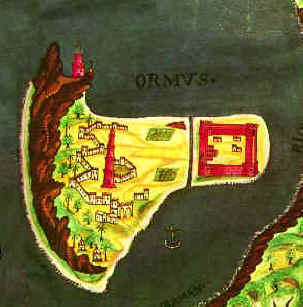
Detalhe da ilha e fortaleza de Ormuz no mapa do estreito de Ormuz (Descrições das Fortalezas da Índia Oriental).

Pedro Barreto de Resende foi um cartógrafo português. Embora não esteja expressamente indicado, é o autor das ilustrações no "Livro das Plantas de Todas as Fortalezas" de António Bocarro (1635), conforme indicado pelo próprio Resende no inicio de um dos códices de sua autoria, "Descrições das Fortalezas da Índia Oriental", atualmente em Paris.

## Biografia

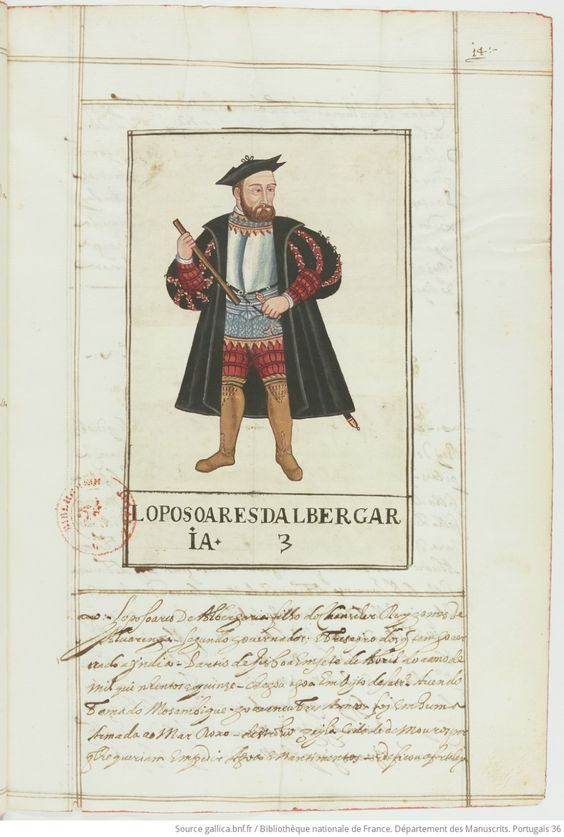
Parte do manuscrito escrito por Pedro Barreto de Rezende, actualmente na BnF, aqui representando Lopo Soares de Albergaria, vice-rei da Índia, desenhado com a sua pena

O próprio Resende nos legou outras informações biográficas a seu respeito. No "Livro do Estado da Índia Oriental" (Museu Britânico, Sloane, ms. 197), intitula-se capitão e cavaleiro professo da Ordem de São Bento de Avis, natural de Pavia (Mora). Embarcou pela primeira vez em 1614, a bordo da nau "Conceição", que partiu do rio Tejo em 7 de Abril, integrando a armada de D. Manuel Coutinho rumo ao Estado Português da Índia. Sendo esta embarcação forçada a aportar ao Brasil, dali Resende regressou ao reino. No ano seguinte passou ao Norte de África, tendo servido nas suas praças até 1628. Em Tânger obteve o seu título de Cavaleiro, como também nos informa, agora no "Livro do Estado da Índia (Biblioteca Nacional da França, F.P. ms. nº 1).
Em 1629 voltou a partir para a Índia, integrando a comitiva, na qualidade de secretário, do novo Vice-rei, D. Miguel de Noronha, 4o. conde de Linhares. A armada era composta por três naus e seis galeões, tendo partido do Tejo em 3 de Abril. A nau Santíssimo Sacramento, onde viajavam o Vice-rei e o seu secretário, aportou a Goa em 21 de Outubro, data da posse de D. Miguel de Noronha.
Além da função de secretário pessoal do conde de Linhares, Resende desempenhou também as de secretário da Matrícula Geral de Goa e, mais tarde, as de Juiz dos Contos do mesmo organismo. Foi no exercício destas últimas que teve acesso aos documentos que provinham das diversas fortalezas no Oriente, os quais foi compilando para a elaboração de um livro, conforme narra, "para sua curiosidade". Chegou a desenhar algumas das plantas das fortalezas do Estado Português da Índia, visando ilustrar esse códice, que estava ultimando à época em que o soberano ordenou ao conde de Linhares que lhe enviasse um livro com aquelas características. O vice-rei incumbiu da tarefa ao cronista António Bocarro, o qual apenas se responsabilizou pelo texto da obra, sugerindo que o manuscrito fosse acompanhado das plantas debuxadas e concluídas em sua maior parte por Resende. O secretário anuiu à cedência dos desenhos por troca com as descrições das cidades e fortalezas do cronista.